# Nectariniidae
La familia Nectariniidae, que incluye a los suimangas y arañeros, son aves paseriformes muy pequeñas que se alimentan principalmente de néctar, aunque también atrapan insectos, especialmente cuando alimentan a sus crías. El vuelo con sus alas cortas es rápido y directo.
Los suimangas tienen similitudes con dos grupos con relación muy distante: los colibríes de América y los mieleros de Australia. Las semejanzas son debidas a convergencia evolutiva causada por el similar estilo de vida nectarívoro. La mayoría de las especies de suimangas pueden tomar néctar volando cernidos como los colibríes, pero generalmente se posan para alimentarse. Tienen picos largos, finos y curvados hacia abajo, y lenguas tubulares con punta de cepillo, ambas adaptaciones orientadas a la alimentación con néctar. Como los colibríes, las suimangas presentan un dimorfismo sexual muy marcado, con los machos brillantemente emplumados en colores metálicos y las hembras de tonos discretos. 
Los suimangas son especies tropicales, con representantes desde África hasta Australasia. La mayor variedad de especies está en África, donde probablemente surgió el grupo. La mayoría de las especies son sedentarias o migran distancias cortas estacionalmente. Suelen poner hasta tres huevos en un nido suspendido en forma de  bolsa.
Hay 151 especies en 16 géneros.  El nombre de su familia se debe a que la mayoría de los pájaros sol se alimentan principalmente de néctar, pero también capturan insectos y arañas, especialmente cuando alimentan a sus crías. Las flores que impiden el acceso a su néctar debido a su forma (por ejemplo, las flores muy largas y estrechas) simplemente se pinchan en la base cerca de los nectarios, de donde los pájaros sorben el néctar. La fruta también forma parte de la dieta de algunas especies. Su vuelo es rápido y directo, gracias a sus cortas alas.
Los pájaros de sol tienen homólogos en dos grupos muy emparentados: los colibrís de América y los meleros de Australia. Los parecidos se deben a la evolución convergente provocada por un estilo de vida similar que se alimenta de néctar.  Algunas especies de aves solitarias pueden tomar néctar planeando como un colibrí, pero normalmente se posan para alimentarse.

## Descripción

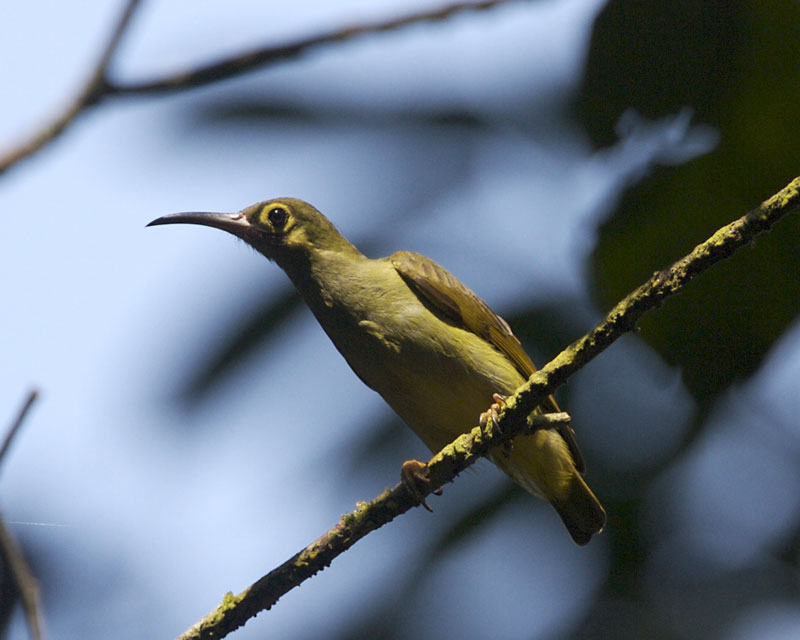
El cazador de anteojos es la especie más grande de ave solitaria

La familia varía en tamaño desde el mirlo de vientre negro, de 5 gramos, hasta el cazador de anteojos, de unos 45 gramos. Al igual que los colibríes, los pájaros de sol son fuertemente sexualmente dimórficos, con los machos generalmente brillantemente emplumados en colores iridiscentes.  Además, la cola de muchas especies es más larga en los machos y, en general, los machos son más grandes. Los pájaros cantores tienen picos largos y delgados curvados hacia abajo y lenguas tubulares con puntas de cepillo, ambas adaptaciones a su alimentación de néctar. Los cazadores de arañas, del género Arachnothera, son distintos en apariencia de los otros miembros de la familia. Suelen ser más grandes que los otros pájaros solitarios, con un plumaje de color marrón apagado que es el mismo para ambos sexos, y picos largos y curvados hacia abajo.
En un comportamiento metabólico similar al de los colibríes de los Andes, las especies de aves solares que viven a grandes altitudes o latitudes entrarán en torpor mientras se posan por la noche, bajando su temperatura corporal y entrando en un estado de baja actividad y capacidad de respuesta. 
Los regímenes de muda de los pájaros de sol son complejos, siendo diferentes en las distintas especies. Muchas especies no tienen plumaje de eclipse, pero sí plumaje juvenil. Algunas especies muestran un plumaje más apagado en la temporada baja. En los meses secos de junio-agosto, los machos de los pájaros solares cobrizos y de los pájaros solares variables pierden gran parte de su brillo metálico. En algunos casos, diferentes poblaciones de la misma especie pueden mostrar variaciones en los diferentes regímenes de muda.

## Distribución y hábitat
Los pájaros sol son una familia tropical del Viejo Mundo, con representantes en África, Asia y Australasia. En África se encuentran sobre todo en África subsahariana y Madagascar, pero también se distribuyen en Egipto. En Asia, el grupo se encuentra a lo largo de las costas del Mar Rojo hasta el norte de Israel, y a lo largo del Mediterráneo hasta el norte de Beirut, con una brecha en su distribución a través del interior de Siria e Irak, y reanudando en Irán, desde donde el grupo se encuentra continuamente hasta el sur de China e Indonesia. En Australasia, la familia está presente en Nueva Guinea, el noreste de Australia y las Islas Salomón.  En general, no se encuentran en las islas oceánicas, a excepción de Seychelles. La mayor variedad de especies se encuentra en África, donde probablemente surgió el grupo. La mayoría de las especies son sedentarias o migrantes estacionales de corta distancia. Los pájaros sol se encuentran en toda el área de distribución de la familia, mientras que los cazadores de arañas están restringidos a Asia.
Los pájaros sol y los cazadores de arañas ocupan una amplia gama de hábitats, la mayoría de las especies se encuentran en la selva tropical primaria, pero otros hábitats utilizados por la familia incluyen bosques secundarios perturbados, bosques abiertos, matorrales abiertos y sabanas, matorrales costeros y bosques alpinos. Algunas especies se han adaptado fácilmente a paisajes modificados por el hombre, como plantaciones, jardines y terrenos agrícolas. Muchas especies son capaces de ocupar una amplia gama de hábitats desde el nivel del mar hasta los 4900 m.

## Taxonomía

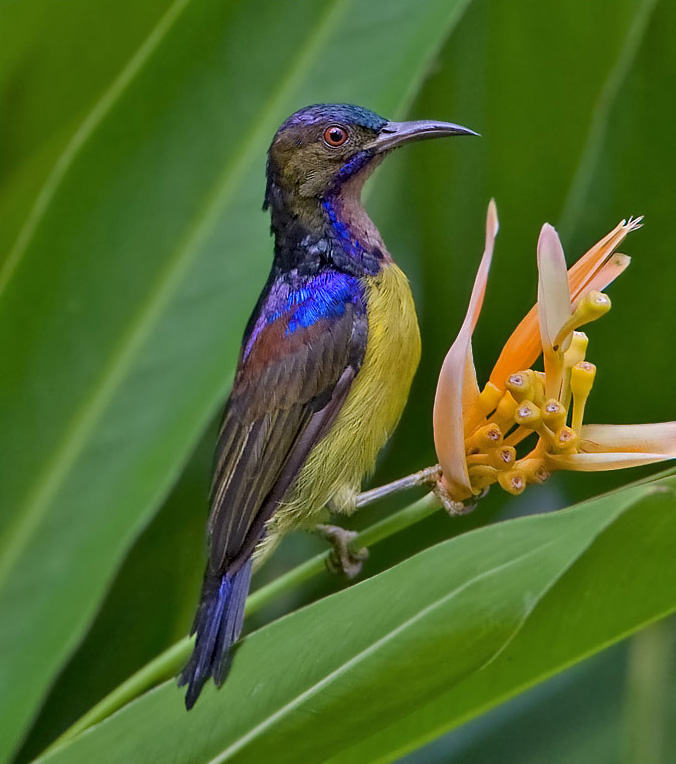
Macho de Anthreptes malacensis.

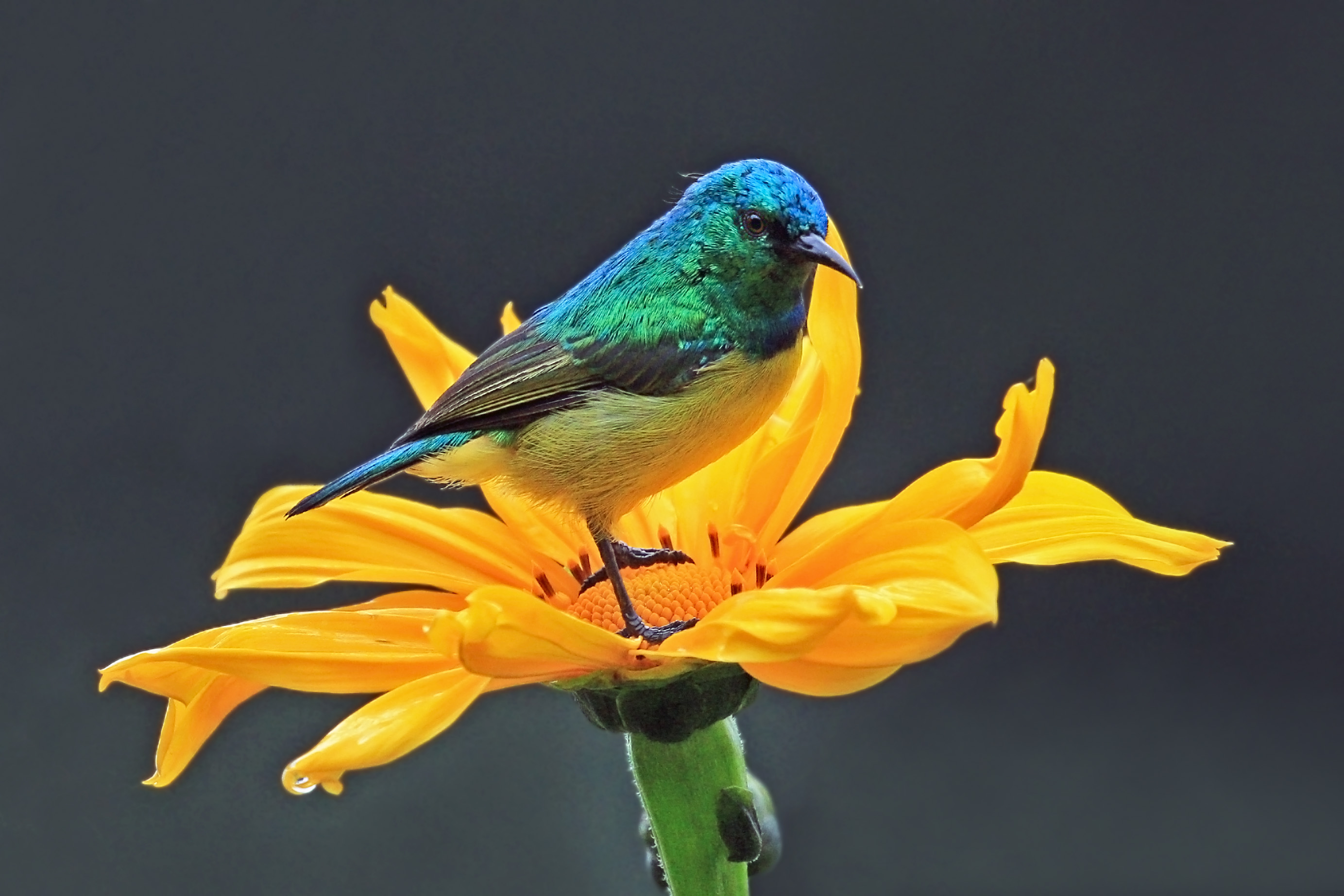
Macho de Hedydipna collaris.

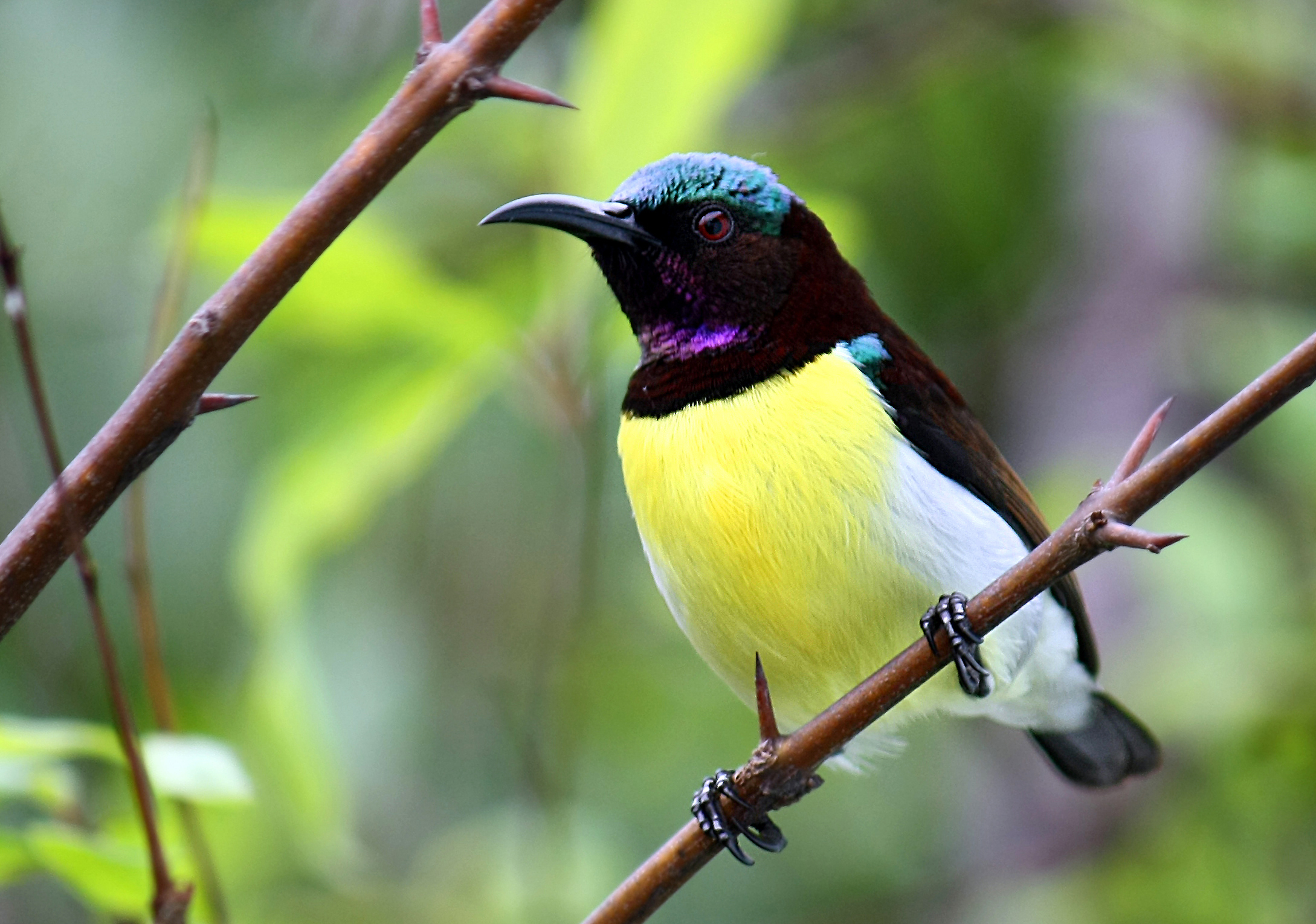
Macho de Leptocoma zeylonica.

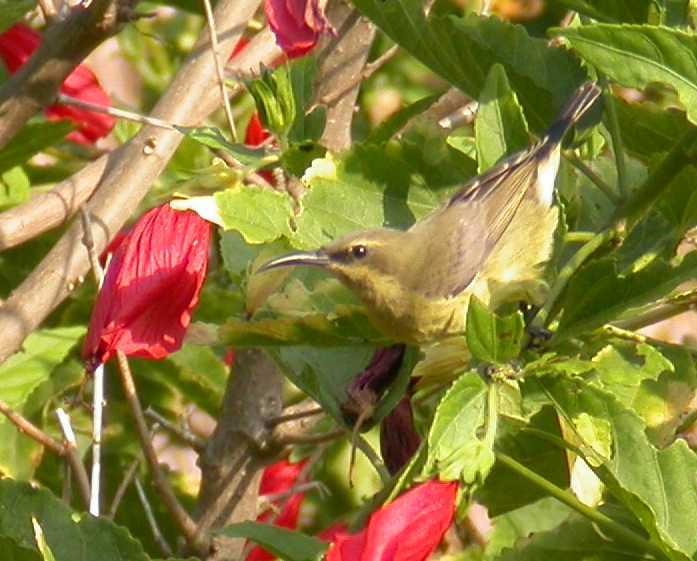
Hembra de Nectarinia cuprea.

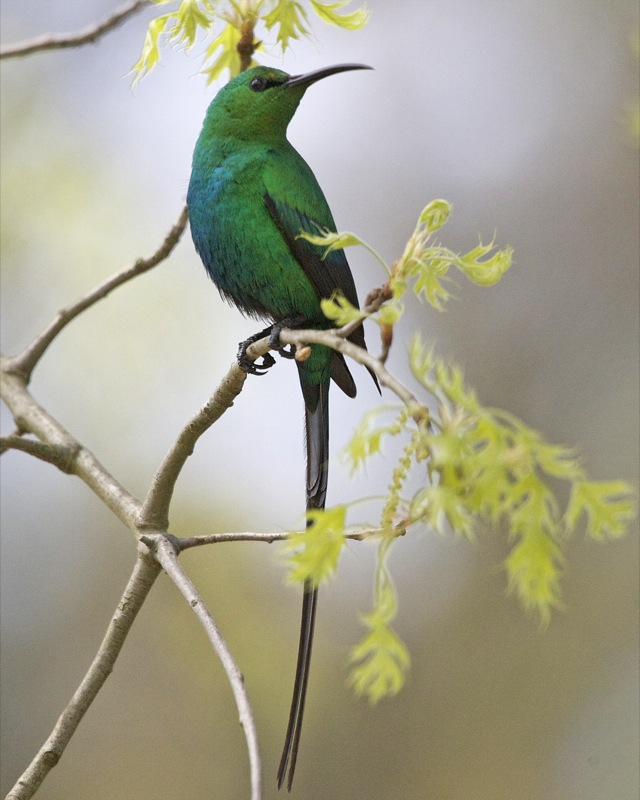
Macho de Nectarinia famosa.

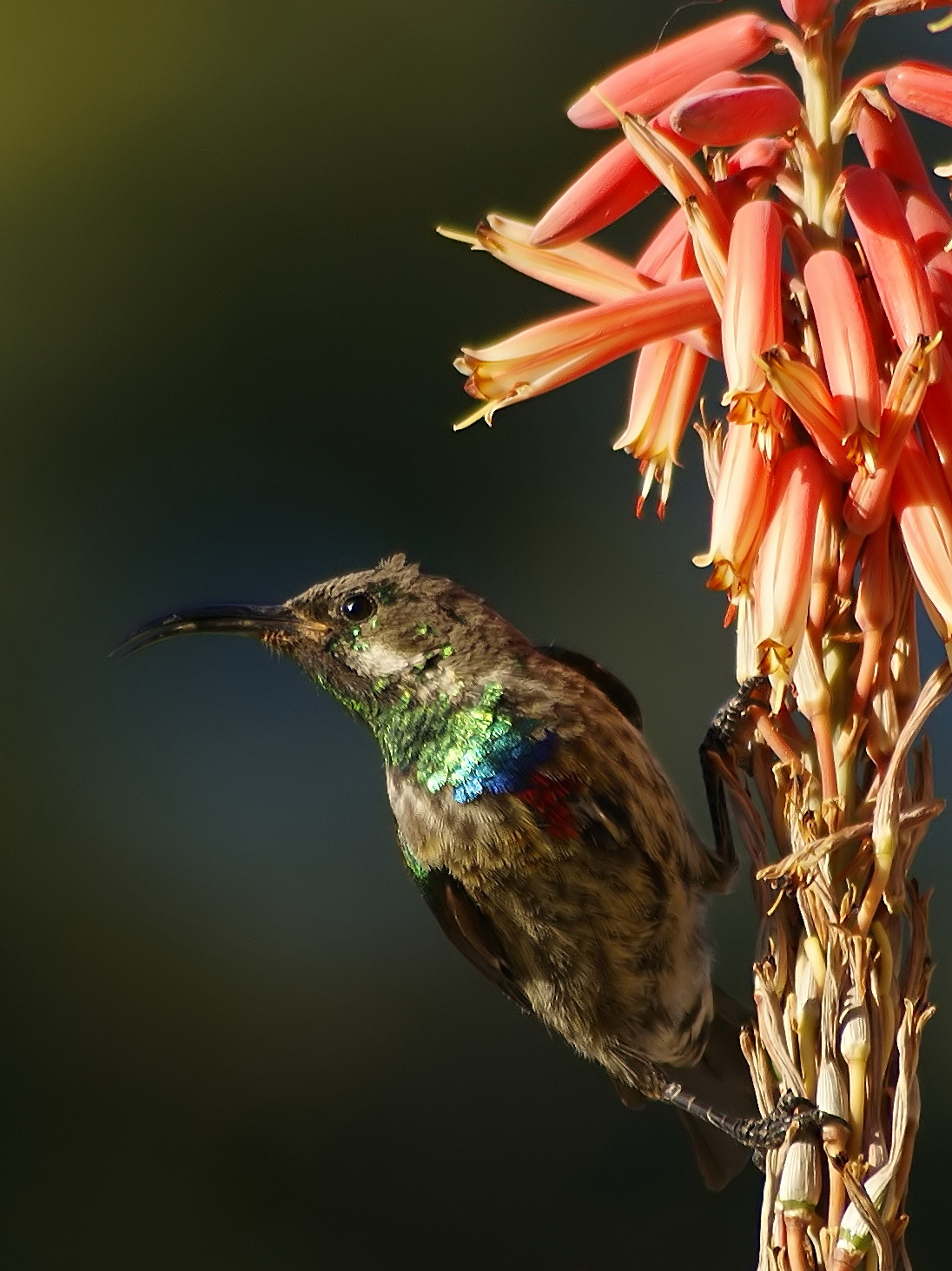
Subadulto de Nectarinia mariquensis.

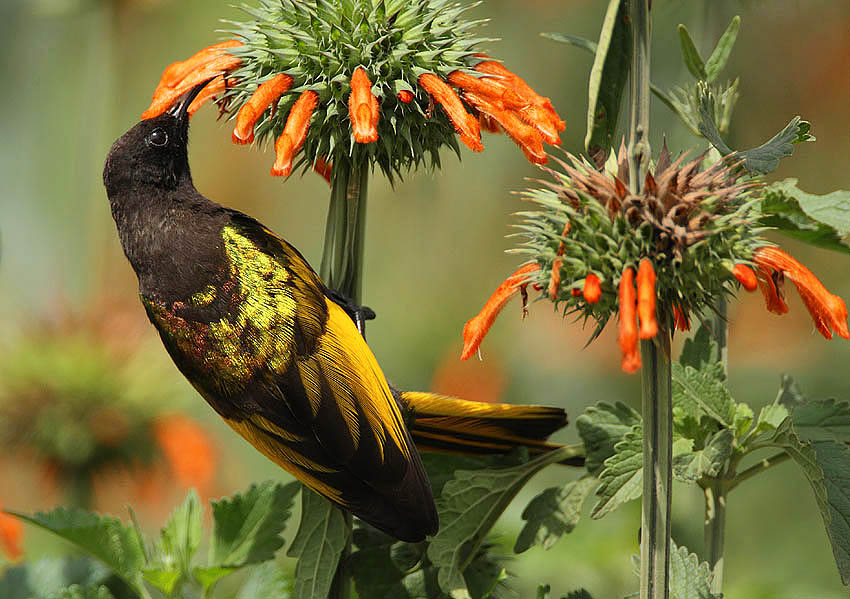
Drepanorhynchus reichenowi.

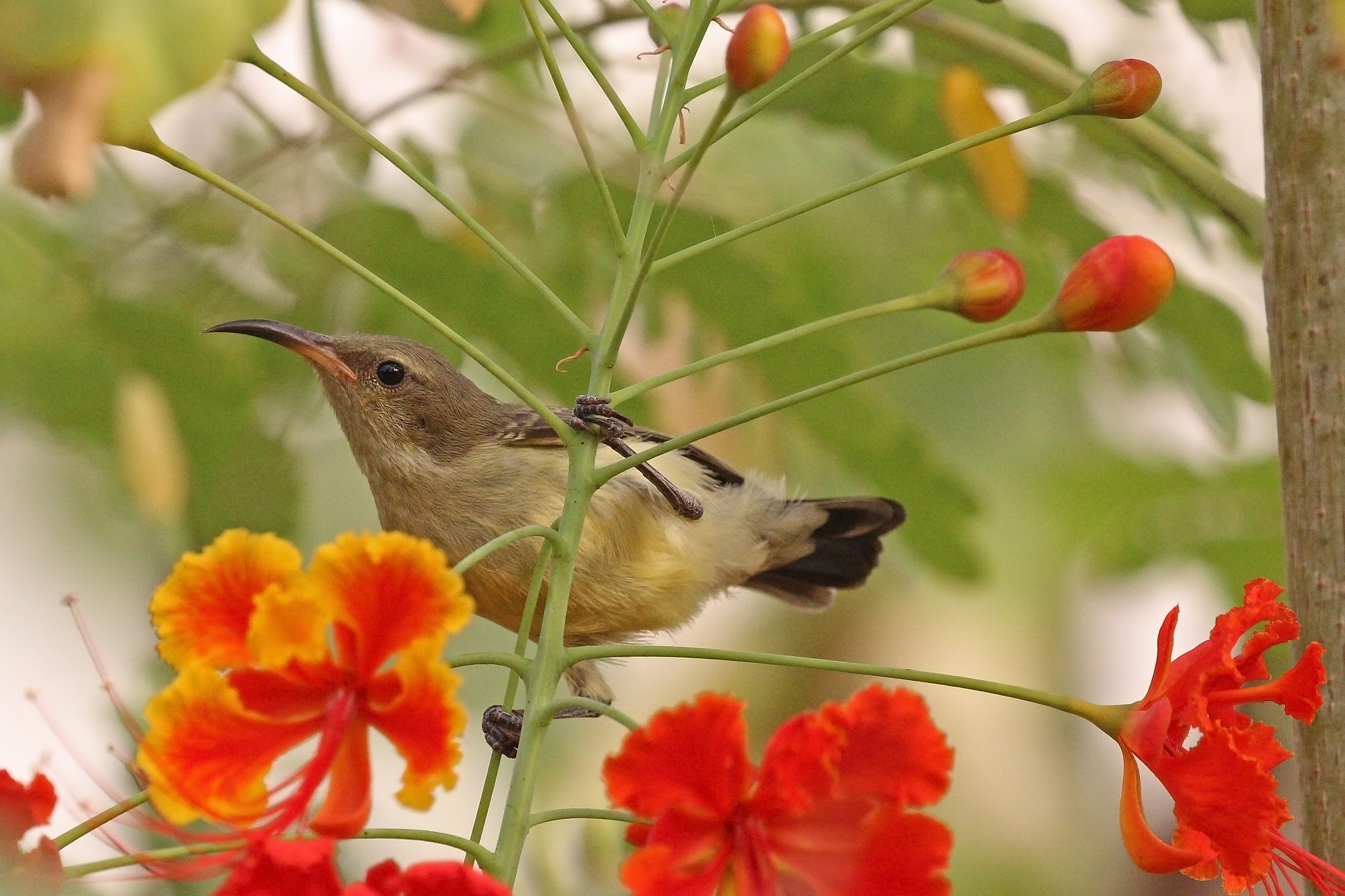
Hembra de Cinnyris venustus.

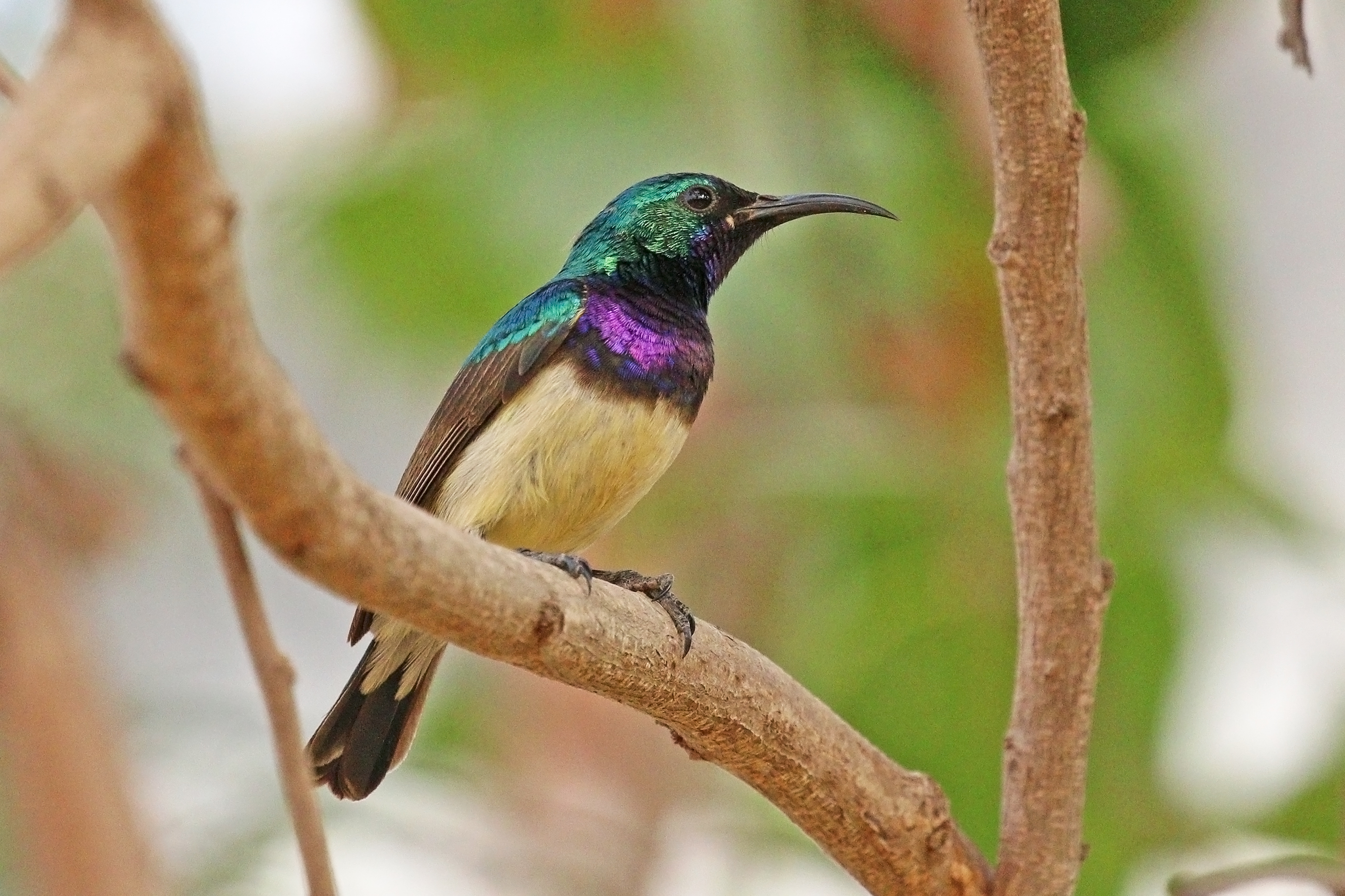
Macho de Cinnyris venustus.

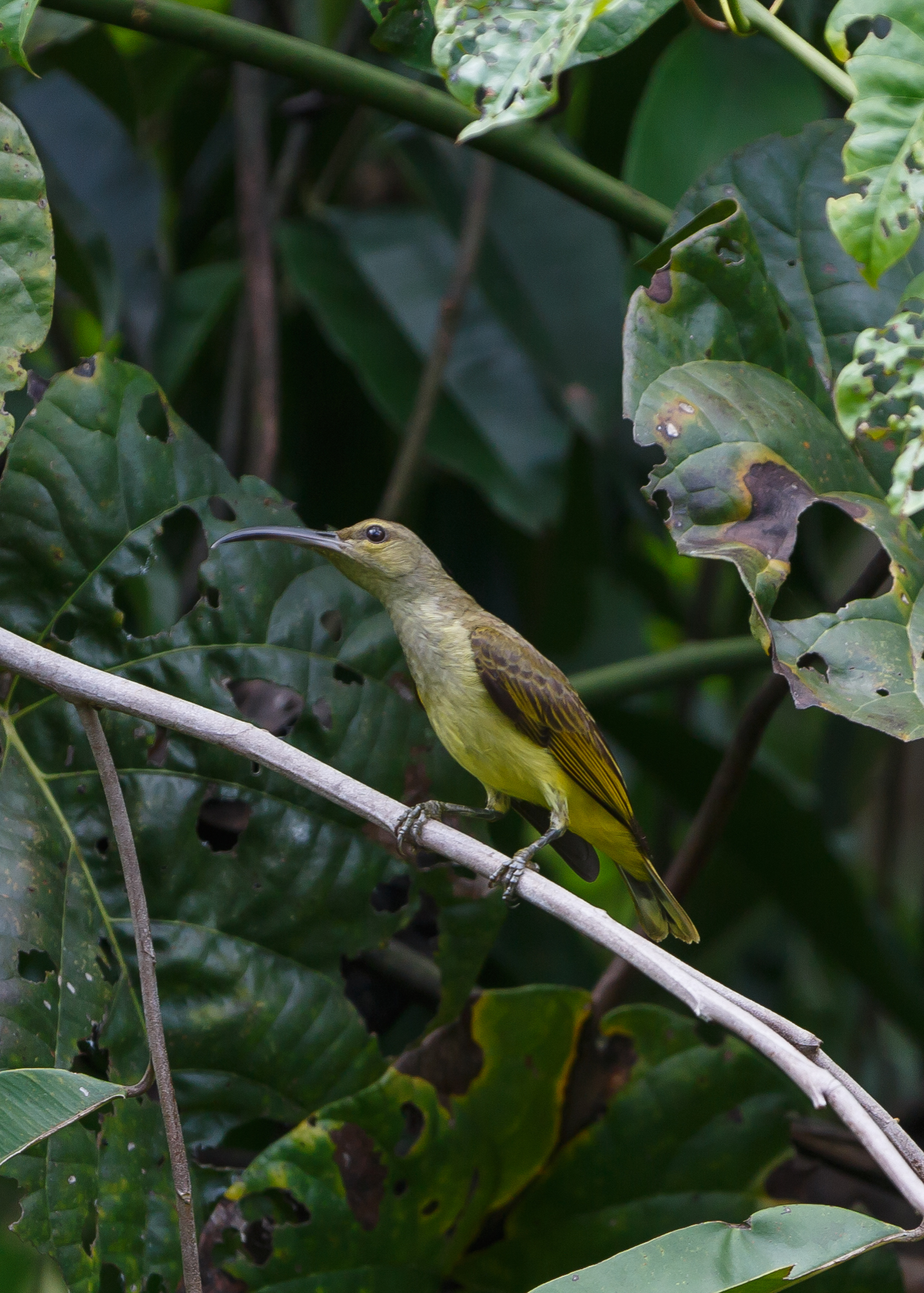
Hembra de Aethopyga saturata.

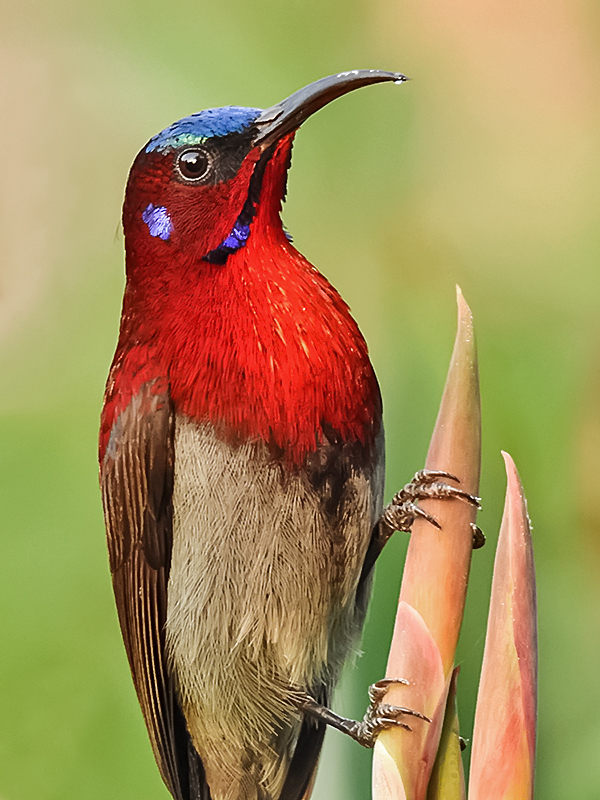
Macho de Aethopyga vigorsii.

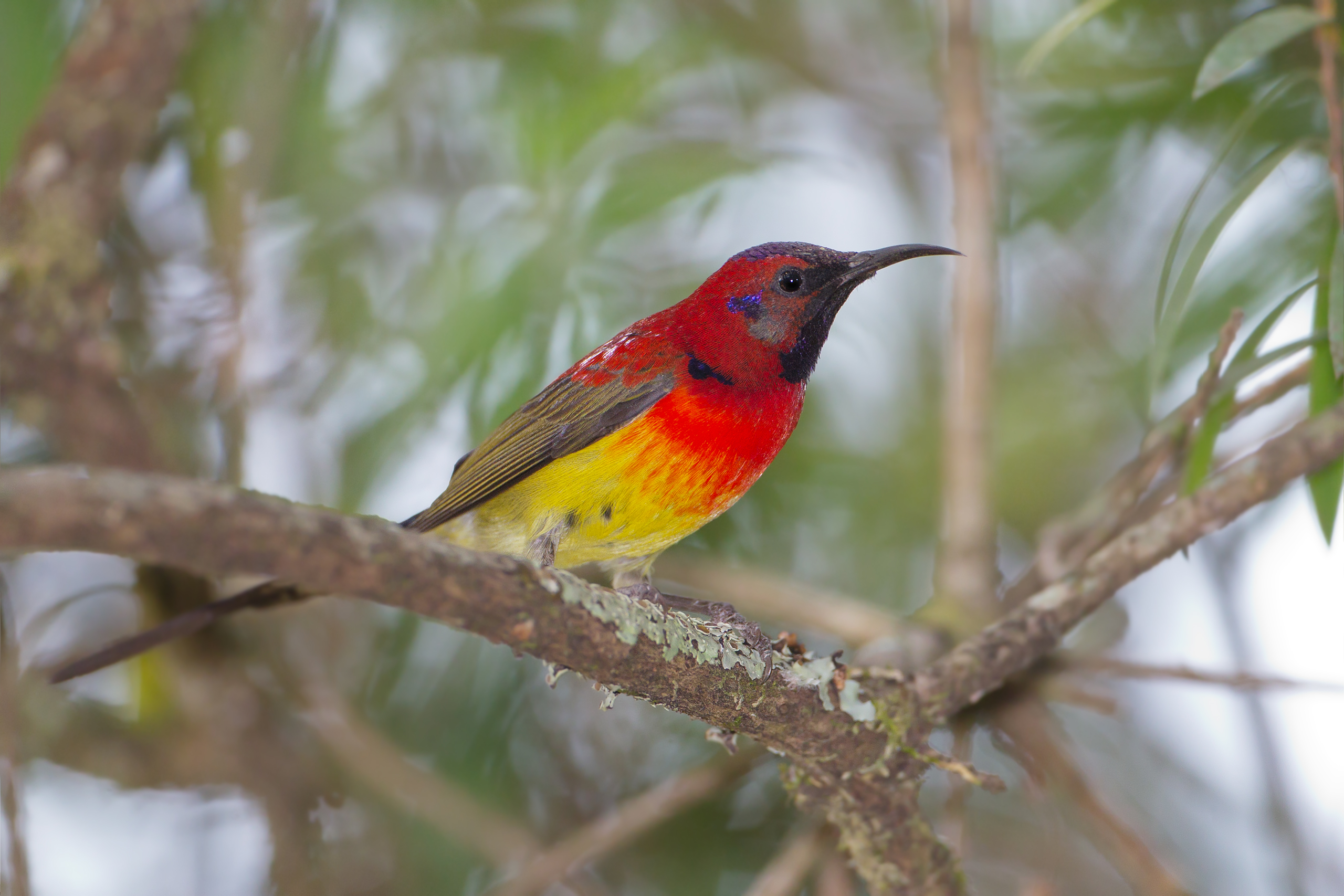
Macho de Aethopyga gouldiae.

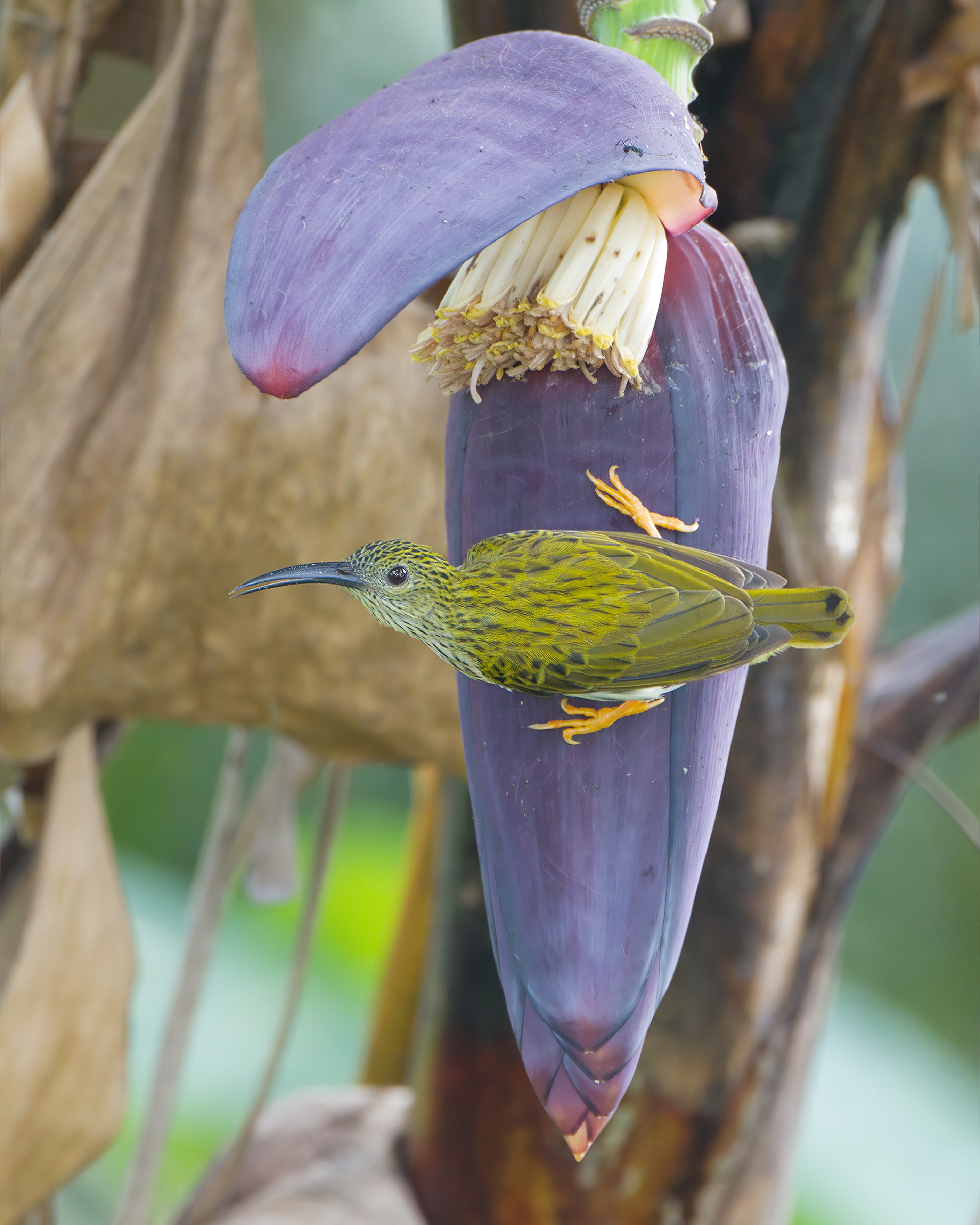
Arachnothera magna.

La familia Nectariniidae contiene 144 especies:
- Género Chalcoparia
  - Chalcoparia singalensis - suimanga carirrubí;
- Género Deleornis
  - Deleornis fraseri - suimanga de Fraser;
  - Deleornis axillaris - suimanga cabecigrís;
- Género Anthreptes
  - Anthreptes reichenowi - suimanga de Reichenow;
  - Anthreptes anchietae - suimanga de Anchieta;
  - Anthreptes simplex - suimanga sencillo;
  - Anthreptes malacensis - suimanga gorjipardo;
  - Anthreptes griseigularis - suimanga gorjigrís;
  - Anthreptes rhodolaemus - suimanga gorjirrojo;
  - Anthreptes gabonicus - suimanga pardo;
  - Anthreptes longuemarei - suimanga violeta;
  - Anthreptes orientalis - suimanga keniata;
  - Anthreptes neglectus - suimanga de las Uluguru;
  - Anthreptes aurantius - suimanga colivioleta;
  - Anthreptes seimundi - suimanga de Seimund;
  - Anthreptes rectirostris - suimanga piquirrecto;
  - Anthreptes rubritorques - suimanga cuellirrojo;
- Género Hedydipna
  - Hedydipna collaris - suimanga acollarado;
  - Hedydipna platura - suimanga pigmeo;
  - Hedydipna metallica - suimanga del Nilo;
  - Hedydipna pallidigaster - suimanga de Amani;
- Género Hypogramma
  - Hypogramma hypogrammicum - suimanga estriado;
- Género Anabathmis
  - Anabathmis reichenbachii - suimanga de Reichenbach;
  - Anabathmis hartlaubii - suimanga de Príncipe;
  - Anabathmis newtonii - suimanga de Newton;
- Género Dreptes
  - Dreptes thomensis - suimanga gigante;
- Género Anthobaphes
  - Anthobaphes violacea - suimanga pechinaranja;
- Género Cyanomitra
  - Cyanomitra verticalis - suimanga cabeciverde;
  - Cyanomitra bannermani - suimanga de Bannerman;
  - Cyanomitra cyanolaema - suimanga gorjiazul;
  - Cyanomitra oritis - suimanga camerunés;
  - Cyanomitra alinae - suimanga cabeciazul;
  - Cyanomitra olivacea - suimanga oliváceo;
  - Cyanomitra veroxii - suimanga ratonil;
- Género Chalcomitra
  - Chalcomitra adelberti - suimanga gorjiclaro;
  - Chalcomitra fuliginosa - suimanga carmelita;
  - Chalcomitra rubescens - suimanga gorjiverde;
  - Chalcomitra amethystina - suimanga amatista;
  - Chalcomitra senegalensis - suimanga pechiescarlata;
  - Chalcomitra hunteri - suimanga de Hunter;
  - Chalcomitra balfouri - suimanga de Socotora;
- Género Leptocoma
  - Leptocoma zeylonica - suimanga cingalés;
  - Leptocoma minima - suimanga mínimo;
  - Leptocoma sperata - suimanga gorjipúrpura;
  - Leptocoma brasiliana - suimanga ventrigranate;
  - Leptocoma aspasia - suimanga negro;
  - Leptocoma calcostetha - suimanga de Macklot;
- Género Nectarinia
  - Nectarinia bocagii - suimanga de Bocage;
  - Nectarinia purpureiventris - suimanga pechipúrpura;
  - Nectarinia tacazze - suimanga de Tacazzé;
  - Nectarinia kilimensis - suimanga bronceado;
  - Nectarinia famosa - suimanga malaquita;
  - Nectarinia johnstoni - suimanga de Johnston;
- Drepanorhynchus
  - Drepanorhynchus reichenowi - suimanga alidorado;
- Género Cinnyris
  - Cinnyris chloropygius - suimanga ventrioliva;
  - Cinnyris minullus - suimanga enano;
  - Cinnyris manoensis - suimanga del miombo;
  - Cinnyris chalybeus - suimanga acerado;
  - Cinnyris neergaardi - suimanga de Neergaard;
  - Cinnyris stuhlmanni - suimanga de Stuhlmann;
  - Cinnyris whytei - suimanga de Whyte;
  - Cinnyris prigoginei - suimanga de Prigogine;
  - Cinnyris ludovicensis - suimanga angoleño;
  - Cinnyris reichenowi - suimanga de Preuss;
  - Cinnyris afer - suimanga bicollar;
  - Cinnyris regius - suimanga real;
  - Cinnyris rockefelleri - suimanga de Rockefeller;
  - Cinnyris mediocris - suimanga del Kilimanjaro;
  - Cinnyris usambaricus - suimanga de los Usambara;
  - Cinnyris fuelleborni - suimanga de Fülleborn;
  - Cinnyris moreaui - suimanga de Moreau;
  - Cinnyris loveridgei - suimanga de Loveridge;
  - Cinnyris pulchellus - suimanga colilargo;
  - Cinnyris mariquensis - suimanga del Marico;
  - Cinnyris shelleyi - suimanga de Shelley;
  - Cinnyris hofmanni - suimanga de Hofmann;
  - Cinnyris congensis - suimanga congoleño;
  - Cinnyris erythrocercus - suimanga pechirrojo;
  - Cinnyris nectarinioides - suimanga ventrinegro;
  - Cinnyris bifasciatus - suimanga bandeado;
  - Cinnyris tsavoensis - suimanga del Tsavo;
  - Cinnyris chalcomelas - suimanga pechivioleta;
  - Cinnyris pembae - suimanga de Pemba;
  - Cinnyris bouvieri - suimanga de Bouvier;
  - Cinnyris osea - suimanga palestino;
  - Cinnyris habessinicus - suimanga brillante;
  - Cinnyris coccinigastrus - suimanga espléndido;
  - Cinnyris johannae - suimanga de Johanna;
  - Cinnyris superbus - suimanga soberbio;
  - Cinnyris rufipennis - suimanga alirrojo;
  - Cinnyris oustaleti - suimanga de Oustalet;
  - Cinnyris talatala - suimanga pechiblanco;
  - Cinnyris venustus - suimanga variable;
  - Cinnyris fuscus - suimanga oscuro;
  - Cinnyris ursulae - suimanga de Úrsula;
  - Cinnyris batesi - suimanga de Bates;
  - Cinnyris cupreus - suimanga cobrizo;
  - Cinnyris asiaticus - suimanga asiático;
  - Cinnyris jugularis - suimanga dorsioliva;
  - Cinnyris buettikoferi - suimanga de Sumba;
  - Cinnyris solaris - suimanga de Timor;
  - Cinnyris sovimanga - suimanga malgache;
  - Cinnyris abbotti - suimanga de Abbott;
  - Cinnyris notatus - suimanga piquilargo;
  - Cinnyris dussumieri - suimanga de Seychelles;
  - Cinnyris humbloti - suimanga de Humblot;
  - Cinnyris comorensis - suimanga de Anjuán;
  - Cinnyris coquerellii - suimanga de Mayotte;
  - Cinnyris lotenius - suimanga de Loten;
- Género Aethopyga
  - Aethopyga primigenia - suimanga de Hachisuka;
  - Aethopyga boltoni - suimanga de Bolton;
  - Aethopyga linaraborae - suimanga de Lina;
  - Aethopyga flagrans - suimanga llameante;
  - Aethopyga guimarasensis - suimanga de Guimarás;
  - Aethopyga pulcherrima - suimanga submontano;
  - Aethopyga jefferyi - suimanga montano;
  - Aethopyga decorosa - suimanga de Bohol;
  - Aethopyga duyvenbodei - suimanga elegante;
  - Aethopyga shelleyi - suimanga filipino;
  - Aethopyga bella - suimanga hermoso;
  - Aethopyga gouldiae - suimanga de Gould;
  - Aethopyga nipalensis - suimanga coliverde;
  - Aethopyga eximia - suimanga eximio;
  - Aethopyga christinae - suimanga de Christina;
  - Aethopyga saturata - suimanga gorjinegro;
  - Aethopyga siparaja - suimanga siparaja;
  - Aethopyga magnifica - suimanga magnífico;
  - Aethopyga vigorsii - suimanga de Vigors;
  - Aethopyga mystacalis - suimanga de Java;
  - Aethopyga temminckii - suimanga de Temminck;
  - Aethopyga ignicauda - suimanga colafuego;
- Género Arachnothera
  - Arachnothera longirostra - arañero chico;
  - Arachnothera flammifera - arañero filipino;
  - Arachnothera dilutior - arañero de Palawan;
  - Arachnothera crassirostris - arañero picogordo;
  - Arachnothera robusta - arañero piquilargo;
  - Arachnothera flavigaster - arañero de anteojos;
  - Arachnothera chrysogenys - arañero carigualdo;
  - Arachnothera clarae - arañero caricalvo;
  - Arachnothera modesta - arañero modesto;
  - Arachnothera affinis - arañero pechiestriado;
  - Arachnothera everetti - arañero de Everett;
  - Arachnothera magna - arañero estriado;
  - Arachnothera juliae - arañero de Whitehead.